# Amonio de Alejandría (atleta)
Amonio de Alejandría (en griego antiguo: Ἀμμώνιος Ἀλεξανδρεὺς, siglo III a. C.) fue un atleta olímpico de la Antigüedad nacido en Alejandría.
Resultó ganador de la carrera a pie del estadio (la longitud de un estadio eran aproximadamente 192 m) durante los 131.º Juegos Olímpicos en el 256 a. C. 
Eusebio de Cesarea lo menciona en su libro Crónica como campeón olímpico.